# Воллінгтон (Нью-Джерсі)
Воллінгтон (англ. Wallington) — місто (англ. borough) в США, в окрузі Берген штату Нью-Джерсі. Населення — 11 868 осіб (2020).

## Географія
Воллінгтон розташований за координатами 40°51′11″ пн. ш. 74°6′23″ зх. д. / 40.85306° пн. ш. 74.10639° зх. д. (40.853084, -74.106323).  За даними Бюро перепису населення США в 2010 році місто мало площу 2,68 км², з яких 2,55 км² — суходіл та 0,13 км² — водойми.

## Демографія
Згідно з переписом 2010 року, у селищі мешкало 11 335 осіб у 4637 домогосподарствах у складі 2992 родин. Було 4946 помешкань
Расовий склад населення:
| - 85,5 % — білих - 5,6 % — азіатів - 3,2 % — чорних або афроамериканців - 0,2 % — корінних американців - 3,9 % — осіб інших рас |

До двох чи більше рас належало 1,7 %. Частка іспаномовних становила 10,8 % від усіх жителів.
За віковим діапазоном населення розподілялося таким чином: 18,0 % — особи молодші 18 років, 68,5 % — особи у віці 18—64 років, 13,5 % — особи у віці 65 років та старші. Медіана віку мешканця становила 39,6 року. На 100 осіб жіночої статі у селищі припадало 94,4 чоловіків;  на 100 жінок у віці від 18 років та старших — 91,6 чоловіків також старших 18 років.
Середній дохід на одне домашнє господарство  становив 73 866 доларів США (медіана — 55 547), а середній дохід на одну сім'ю — 83 067 доларів (медіана — 64 258). Медіана доходів становила 51 689 доларів для чоловіків та 42 339 доларів для жінок. За межею бідності перебувало 11,0 % осіб, у тому числі 22,2 % дітей у віці до 18 років та 3,0 % осіб у віці 65 років та старших.
Цивільне працевлаштоване населення становило 6025 осіб. Основні галузі зайнятості: освіта, охорона здоров'я та соціальна допомога — 19,4 %, будівництво — 13,0 %, роздрібна торгівля — 12,4 %.